# هتانیسم

آروِکچ نمادی است که توسط آرودینرها استفاده می‌شود.

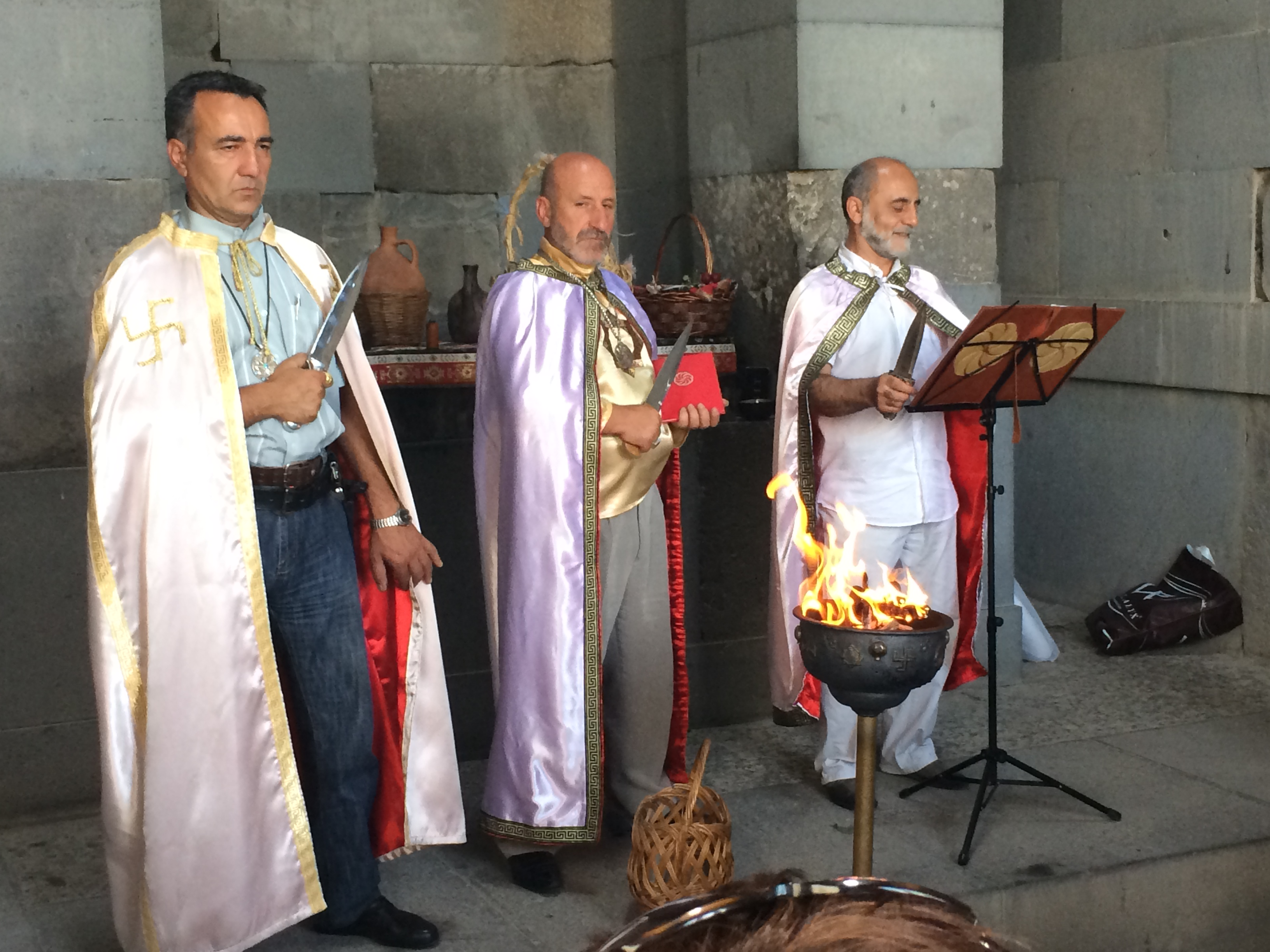
کشیش‌های آروردینر در حال برگزاری مراسم در معبد گارنی.

آیین بومی ارمنی، نئوپاگانیسم ارمنی یا هتانیسم نیز نامیده می‌شوند (ارمنی: Հեթանոսութիւն Hetanosutiwn؛ یک ریشه از کلمه هیتنیسم یا همان «خداناباوری»)، یکی از جنبش‌های مذهبی مدرن خداناباوری است که به تاریخ، باورهای قبل از عیسی و ادیان قومی ارمنی برمی‌گردد. پیروان این آیین خود را «هتانس» (ارمنی: հեթանոս Hetanos، که به معنی «مشرک» یا «قومی» می‌باشد یا آروردی، به معنی «فرزندان آری» می‌نامند. همچنین در برخی از تحقیقات منتشر شده از آنها به عنوان «آروردینرها» نام برده شده‌است. 